# Yumen

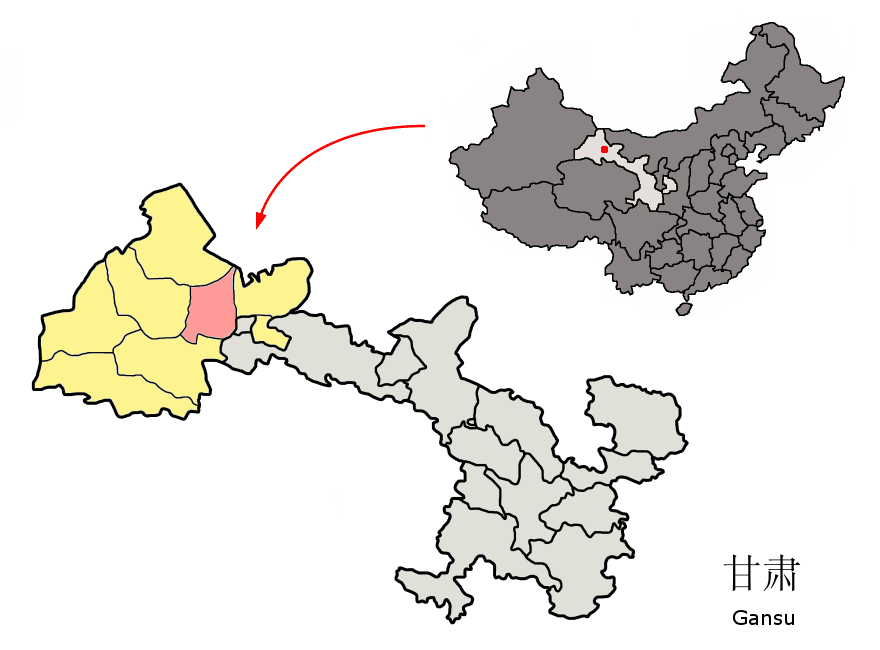
Lage der kreisfreien Stadt Yumen (rosa) in der bezirksfreien Stadt Jiuquan (gelb)

Die Stadt Yumen (玉門市 / 玉门市,  Yùmén Shì) ist eine kreisfreie Stadt der bezirksfreien Stadt Jiuquan in der chinesischen Provinz Gansu. Die Einwohnerzahl beträgt 167.400 (Stand: Ende 2018). Ihre Fläche umfasst 13.307 km². Hauptort ist die Großgemeinde Yumen 玉門鎮 / 玉门镇.
Die Stadt Yumen darf nicht mit ihrem Namensvetter, dem Yumenguan oder "Jadetor-Pass" in Dunhuang, verwechselt werden.
Die Huoshaogou-Stätte (Huoshaogou yizhi) aus der frühen chinesischen Bronzezeit steht seit 2006 auf der Liste der Denkmäler der Volksrepublik China (6-206).
In der Gemeinde Changma lag 1932 das Epizentrum eines schweren Erdbebens.

## Lage
Yumen liegt im Hexi-Korridor zwischen den Städten Guazhou im Westen und Jiuquan im Osten. Im Norden liegt die Wüste Gobi, im Süden das Gebirge Qilian Shan.

## Administrative Gliederung
Auf Gemeindeebene setzt sich die kreisfreie Stadt aus einem Verwaltungsausschuss, vier Großgemeinden und sieben Gemeinden (davon eine Nationalitätengemeinde) zusammen.
- Altstadt-Verwaltungsausschuss 老市区管理委员会

- Großgemeinde Yumendong 玉门东镇
- Großgemeinde Yumen 玉门镇
- Großgemeinde Chijin 赤金镇
- Großgemeinde Huahai 花海镇

- Gemeinde Xiaxihao 下西号乡
- Gemeinde Huangzhawan 黄闸湾乡
- Gemeinde Liuhe 柳河乡
- Gemeinde Changma 昌马乡
- Gemeinde Qingquan 清泉乡
- Gemeinde Xiaojinwan der Dongxiang 小金湾东乡族乡
- Gemeinde Liuhu 柳湖乡